# 周磐
周磐（49年—121年），字坚伯。汝南郡安成县（今河南省正阳县东北）人。东汉经学家。
周磐与周燮同族。祖父周业，建武初年为天水郡太守。周磐少游京师，学《古文尚书》、《洪范五行》、《左氏传》，好礼有行，非典谟不言，受诸儒推崇。居家贫困养母，俭简但不充裕。诵《诗经》至《汝坟》卒章（“鲂鱼赬尾，王室如毁，虽则如毁，父母孔迩”），于是感叹，参加举孝廉。汉和帝初年，拜为谒者，担任任城县长、阳夏县令、重合县令，都有好政策。后来思念母亲，弃官还乡。母亲去世，哀痛得快要死了，服丧结束，结庐墓侧。不再为官，讲授学业，门徒多至千人。
公府三辟周磐，都以他有道特别征召，周磐对友人说，亲人已经去世，还当什么官，于是不应。建光元年（121年），七十三岁时，年初召集学生，讲论一整天，对两个儿子说：“我白天梦见先师东里先生，与我在阴堂角落讲谈。”于是长叹：“我的寿命要结束了吗！如果命终之日，桐棺足以装下，外椁足以装下棺，为我穿上濯衣幅巾。编二尺四寸竹简，写《尧典》一篇，刀笔各一，以置棺前，表示不忘圣道。”当月十五日，无病而终，学者以为他知道天命。周磐同郡蔡顺，也是孝子。

## 延伸阅读
[在维基数据编辑]
 《後漢書·卷39》，出自范晔《後漢書》